# Transit Elevated Bus
El Transit Elevated Bus (TEB) —en español: Autobús de Tránsito Elevado— fue un prototipo de autobús eléctrico elevado de diseño y fabricación china que permite que circulen coches debajo de él.
Con 4.8 metros de altura total, deja 2.1 metros de espacio libre hasta el suelo, por lo que circula por encima de los coches, ya que su habitáculo, de 7.8 metros de anchura, va montado sobre raíles colocados a cada lado de la carretera de hasta dos carríles de tráfico. Tiene 21.9 metros de largo.
Con una velocidad máxima de 60 kph y capacidad para 300 pasajeros, se calcula que reemplazaría a 40 autobuses convencionales. Incluso se podría juntar hasta cuatro TEB.
En 2010, la revista TIME lo incluyó en su reportaje sobre los 50 mejores inventos del año.
Tras la presentación en mayo de 2016 de un video mostrando una maqueta del autobús, a finales de julio de ese año se realizó la primera prueba del prototipo a tamaño real en una pista de pruebas  de 300 metros en Qinhuangdao,  provincia de Hebei.
Sin embargo, en diciembre del 2016, se reveló que a pesar de toda la publicidad y los titulares que ocupó este invento Futurista, ahora se había convertido en “un gran pedazo de basura”, pues ha sido dejado en una carretera a orillas del mar. Irónicamente, ocasionando el tráfico que tanto se quería aliviar y descongestionar con este medio de transporte Muchos Medios locales han salido a mencionar que todo se trató de un truco publicitario.